# Elis Strömgren
Svante Elis Strömgren (31 de mayo de 1870 – 5 de abril de 1947) fue un astrónomo sueco-danés, especializado en el estudio de cuerpos cometarios.

## Semblanza
Strömgren nació en 1870 en Helsingborg, Escania. Se doctoró en la Universidad de Lund en 1898, in orporándose al cuerpo de docentes de la institución ese mismo año. Trabajó en la Universidad de Kiel desde 1901, colaborando en la publicación del Astronomische Nachrichten de 1901 a 1904. Pasó a ser profesor de astronomía y director del Observatorio de la Universidad de Copenhague en 1907.
Trabajó en una gran variedad de campos, pero estuvo particularmente interesado en la astronomía teórica y en la mecánica celeste, publicando trabajos sobre el origen y las órbitas de los cometas. También intervino en los cálculos para el Reloj Mundial de Jens Olsen a partir de 1928.
Su cónyuge, la dentista y escritora Hedvig Lidforss (1877-1967), era hija del filólogo Edvard Lidforss de Lund, y hermana del publicista y botánico Bengt Lidforss. Su hijo, el astrónomo Bengt Strömgren, le sucedió en Copenhague en 1940.
Ströngren murió en Copenhague en 1947.

## Eponimia
- El cráter lunar Strömgren lleva este nombre en su memoria.[2]
- El asteroide (1422) Strömgrenia también conmemora su nombre.[3]